# Leptothrips confusus
Leptothrips confusus är en insektsart som beskrevs av Johansen 1987. Leptothrips confusus ingår i släktet Leptothrips och familjen rörtripsar. Inga underarter finns listade i Catalogue of Life.